# مساواة في الحكم الذاتي
المساواة في الحكم الذاتي هو مفهوم مأخوذ من الفلسفة السياسية التي يدعمها أمارتيا سين، والتي تقترح أن المجتمعات يجب أن تبذل قصارى جهدها من أجل مساعدة الأفراد للحصول على فرص متساوية في الحكم الذاتي أو التمكين. وهذا يعني أن الأشخاص يجب أن تكون لديهم «القدرة والوسائل اللازمة لاختيار مسار حياتهم»، وهو ما يجب أن يتم «نشره بشكل متساوٍ قدر الإمكان في المجتمع ككل.» وهي تركز بشكل متساوٍ على التمكين بشكل أكبر من المساواة في السلع أو المساواة في الفرص. ويحظى المفهوم بتركيز مختلف قليلاً عن المفاهيم ذات الصلة والمتعلقة بالمساواة، مثل قيمة المساواة في العلاج بدون تمييز أو تحيز في أماكن مثل أماكن العمل، وهو ما يعرف بصفة عامة باسم المساواة في الفرص، والمساواة في توفير الثروات المادية، والمعروف بصفة عامة باسم المساواة في الناتج. وينظر إلى المساواة في الحكم الذاتي بأفضل شكل ممكن على أنها «مساواة في درجة تمكين الأشخاص لاتخاذ القرارات التي تؤثر على حياتهم»، وهي تهدف إلى نشر هذا التمكين بشكل واسع النطاق بحيث يتاح للأشخاص المزيد من «الاختيارات والسيطرة... مع أخذ الأوضاع والظروف في الاعتبار.» وحسب رؤية من الرؤى، تتطلب منهجية «سين» «التدخل النشط للمؤسسات مثل الدولة في حياة الأشخاص»، ولكن بهدف «دعم الإبداع الذاتي للأشخاص وليس ظروفهم الحياتية.» يقول سين إن «القدرة على تحويل المدخلات إلى فرص تتأثر بفروق فردية واجتماعية متنوعة؛ بما يعني أن بعض الأشخاص سوق يحتاجون، بشكل أكثر من الآخرين، إلى تحقيق نفس نطاق القدرات.»